# Modou Dia
Pour les articles homonymes, voir Dia.
 (octobre 2024).
Modou Dia, né le 16 avril 1950 à Dakar, est un homme politique sénégalais et ancien ambassadeur plénipotentiaire du Sénégal en Amérique avec une extension de juridiction au Yémen, au Bangladesh, en Malaisie, à Oman et au Pakistan.

## Biographie

### Formation
Il suit des études à Dakar (maîtrise en sciences économiques et École nationale d'administration et de magistrature) et aux États-Unis (Diplôme d'études supérieures spécialisées en management option finances).
- Baccalauréat Série B (Economique et Sociale) -Lycée Technique Maurice DELAFOSSE.
- Diplôme de l’Ecole Nationale d’Administration (Section Chancellerie).
- Maitrise en Etudes Internationales et diplomatie (Washington International University-WIU).
- Doctorat en Etudes Internationales (WIU).
- Postgraduate en Politique Publique et Management (School of Oriental and African Studies-SOAS) à l’Université de Londres.

### Carrière
- Chef de la division de gestion des services centraux-1999-2000 au Ministère des Affaires Etrangères et des Sénégalais de l’Extérieur.
- En décembre 2000, il est nommé ambassadeur en Arabie saoudite par le président Abdoulaye Wade .
- Ambassadeur du Sénégal en Arabie saoudite avec extension de juridiction au Yémen, au Bangladesh,  en Malaisie, à Oman et au Pakistan-février 2000 à décembre 2006.
- Chef de la division financière-1987-1990 au Ministère des Affaires Etrangères et des Sénégalais de l’Extérieur.
- Conseiller au Consulat du Sénégal à Djeddah en Arabie saoudite-1990-1998.
- Premier Secrétaire Ambassade Sénégal en Allemagne et Autriche avec résidence à Bonn 1983-1987.
- Chef du bureau des affaires économiques et techniques-1975-1978 au Ministère des Affaires Etrangères et des Sénégalais de l’Extérieur.
- Premier Secrétaire Ambassade du Sénégal à Moscou-1978-1981.
- Chef de la Division Afrique-1981-1983 au Ministère des Affaires Etrangères et des Sénégalais de l’Extérieur.

Il se présente comme candidat indépendant à l’élection présidentielle de 2007 et arrive  avec 4 491 voix, soit 0,13 %.